# Ophichthus cylindroideus
Ophichthus cylindroideus är en fiskart som först beskrevs av Ranzani, 1839.  Ophichthus cylindroideus ingår i släktet Ophichthus och familjen Ophichthidae. Inga underarter finns listade i Catalogue of Life.